# Goldmania
Goldmania és un gènere d'ocells de la subfamília dels troquilins (Trochilinae) dins la família dels troquílids (Trochilidae) que habita l'Amèrica Central i zona limítrofa d'Amèrica del Sud.

## Taxonomia
Era considerat un gènere monotípic, amb l'espècie tipus, Goldmania violiceps com única especie. Estudis moleculars recents han propiciat la inclusió d'una espècie més, adés ubicada al monotípic gènere Goethalsia.
- Goldmania violiceps - colibrí de Goldman.
- Goldmania bella – colibrí del Pirré.